# SC Austria Lustenau
SC Austria Lustenau é um clube de futebol austríaco, com sede em Lustenau, atualmente disputa a Segunda divisão Austríaca. A equipe ficou em terceiro na temporada 2013-2014. Seu principal rival é da mesma cidade, o FC Lustenau 07, na qual dividem o mesmo estádio. 